# Saint-Jean-le-Vieux (Ain)
Saint-Jean-le-Vieux is een gemeente in het Franse departement Ain (regio Auvergne-Rhône-Alpes). De gemeente telde 1.799 inwoners op 1 januari 2022.

## Geografie
De oppervlakte van Saint-Jean-le-Vieux bedroeg op 1 januari 2022 15,33 vierkante kilometer; de bevolkingsdichtheid was toen 117,4 inwoners per km².
De onderstaande kaart toont de ligging van Saint-Jean-le-Vieux met de belangrijkste infrastructuur en aangrenzende gemeenten.

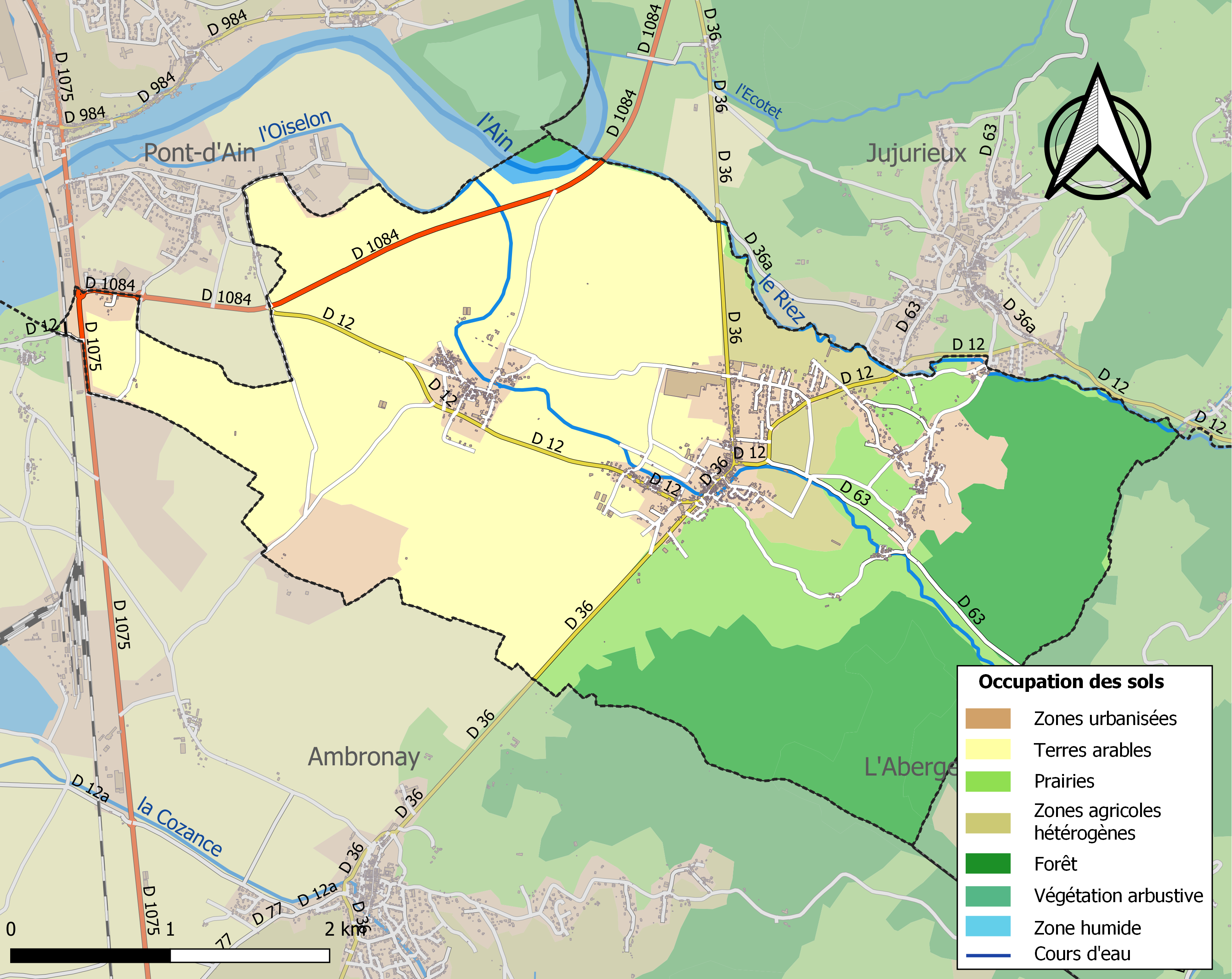

## Demografie
Onderstaande figuur toont het verloop van het inwoneraantal van Saint-Jean-le-Vieux vanaf 1962.
Vanwege een beveiligingsprobleem met de MediaWiki Graph-software is het momenteel niet mogelijk deze grafiek weer te geven. Zodra de software is bijgewerkt zal de grafiek vanzelf weer zichtbaar worden.
Bron: Frans bureau voor statistiek. Cijfers inwoneraantal volgens de definitie 'population sans doubles comptes' (zie de gehanteerde definities)